# Luigi Rolando
Luigi Rolando (Turín, 16 de junio de 1773 - Turín, 20 de abril de 1831) fue un anatomista italiano.

## Biografía
Se graduó en su ciudad natal en 1793. Más tarde se interesó por la fisiología y anatomía del sistema respiratorio. Entabló amistad con el zoólogo Franco Andrea Bonelli, dedicándole en 1821 una nueva especie de anélido: Bonellia viridis.
Entre 1805 y 1807 estudió anatomía en Florencia, para después marchar a la Universidad de Sassari como profesor titular. En 1814 regresó a Turín como profesor de anatomía, especializándose en el estudio de la anatomía del sistema nervioso central y el cerebro, y dando nombre a ciertas estructuras tales como la "cisura de Rolando", que actúa como divisor entre los lóbulos cerebrales frontal y parietal, o la "sustancia gelatinosa de Rolando", situada en las astas posteriores de la médula.

## Obra
- 1807, Sulle Cause da cui dipende la vita negli esseri organizzati
- 1809, Saggio sopra la vera struttura del cervello dell'uomo e degli animali e sopra le funzioni del sistema nervoso
- 1824, Ricerche anatomiche sulla struttura del midollo spinale
- 1829, Della struttura degli emisferi cerebrali